# 奥拉齐奥·真蒂莱斯基

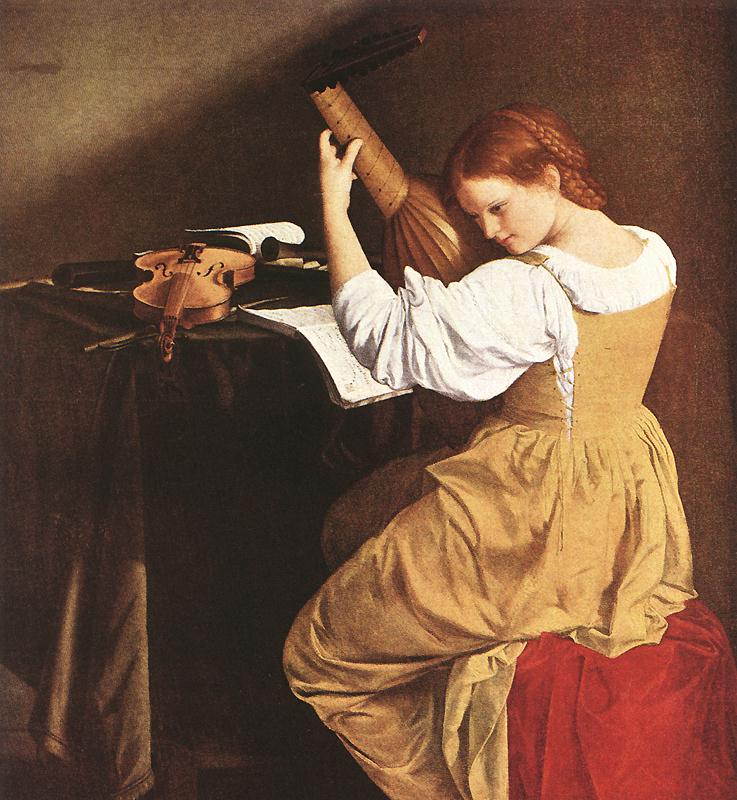
《鲁特琴弹奏者》

奥拉齐奥·洛米·真蒂莱斯基（Orazio Lomi Gentileschi，1563年7月9日（受洗）—1639年2月7日），意大利画家。真蒂莱斯基生于比萨，早年随哥哥奥雷利奥·洛米学画，学习雅各布·卡鲁齐·蓬托尔莫和安杰洛·布龙齐诺的矫饰风格，1585年赴罗马。1621年去热那亚，1623年赴法国，1626年定居伦敦，成为宫廷画家。他的女儿阿尔泰米西娅·真蒂莱斯基亦是著名画家。
他受到卡拉瓦乔现实主义风格影响，使用强烈的明暗对比，罗马时期即创作了大量绘画，有名的作品有《圣西西莉亚和天使》等。晚期画作多以神话做题材，著名作品有《大卫和勇士歌利亚》（1610）、《圣母领报》（1623）、《鲁特琴弹奏者》、《逃亡埃及路上》两幅、《犹迪和仆人》等。